# Monika Werner (Schauspielerin)
Monika Werner (* 20. Dezember 1950 in Freiburg im Breisgau) ist eine deutsche Schauspielerin und Hörspielsprecherin.

## Leben und Wirken
Monika Werner wuchs in Freiburg im Breisgau auf. Von 1971 bis 1974 besuchte sie die Folkwang Universität der Künste in Essen. Sie hatte in der Folge unter anderen Engagements am Saarländischen Staatstheater (1974 bis 1976) und den Städtischen Bühnen Krefeld (1978 bis 1980). Seit 1980 lebt sie als freischaffende Schauspielerin in Hamburg. Neben ihrer Mitwirkung in etlichen Fernsehfilmen und Hörspielen war sie auch zeitweise Sprecherin beim NDR. Seit 2012 ist sie Leiterin der Schauspielwerkstatt Hamburg.

## Filmografie (Auswahl)
- 1975: Schülerrevolte (Fernsehfilm)
- 1979: Tatort: Gefährliche Träume (Fernsehreihe)
- 1983: Nordlichter: Geschichten zwischen Watt und Weltstadt (Fernsehserie, eine Folge)
- 1984: Mit Axel auf Achse (Fernsehfilm)
- 1991:  Schwarz Rot Gold (Fernsehserie, eine Folge)
- 1993: Clara (Fernsehserie, eine Folge)
- 1998: Zwei Münchner in Hamburg (Fernsehserie, eine Folge)
- 2004: alphateam – Die Lebensretter im OP (Fernsehserie, eine Folge)
- 2004: Berlin Bohème (Fernsehserie, eine Folge)
- 2014: Auflösung (Kurzfilm)
- 2022: SOKO Wismar (Fernsehserie, eine Folge)

## Hörspiele (Auswahl)
- 1979: Erika Runge: Die merkwürdigen Abenteuer einer zuverlässigen und keineswegs aufsässigen Chef-Sekretärin – Regie: Hans Gerd Krogmann
- 1980: Danièle Héran: Der Unfall – Regie: Heinz Dieter Köhler
- 1980: Rolf Defrank: Römischer Urlaub – Regie: Wolfram Rosemann
- 2001: Rolf Kalmuczak: Im Schlauchboot durch die Unterwelt (TKKG Folge 127) – Regie: Heikedine Körting
- 2009: Tom Kerblau: Der Unsichtbare (TKKG Folge 167) – Regie: Heikedine Körting

## Weblink
- Monika Werner bei IMDb